# Бадер, Йозеф (бобслеист)
Йозеф «Пепи» Бадер (нем. Josef "Pepi" Bader, 29 мая 1941, Грайнау, Бавария — 30 октября 2021, Гармиш-Партенкирхен, Бавария) — западногерманский бобслеист, разгоняющий, выступавший за сборную ФРГ в конце 1960-х — начале 1970-х годов. Участник двух зимних Олимпийских игр, серебряный призёр Гренобля и Саппоро, чемпион мира и Европы.

## Биография
Йозеф Бадер родился 29 мая 1941 года в коммуне Грайнау, земля Бавария. С ранних лет полюбил спорт, позже увлёкся бобслеем и, пройдя отбор в национальную команду ФРГ, в качестве разгоняющего начал выступать на крупнейших международных соревнованиях, при этом его пилотом практически на всю карьеру стал Хорст Флот.
Показав неплохие результаты, они удостоились права защищать честь страны на Олимпийских играх 1968 года в Гренобле, где в составе четырёхместного экипажа заняли пятое место, а в двойках показали одинаковое время со сборной Италии, разделив первую позицию. Однако правила того времени ставили выше ту команду, которая показала лучшее время в одной из попыток, поэтому золото досталось экипажу итальянского пилота Эудженио Монти, а Бадеру с Флотом пришлось довольствоваться серебром.
За последующий период спортсмен пять раз становился призёром европейских первенств, в том числе один раз финишировал первым. Взял золотую медаль на чемпионате мира по бобслею 1970 года в Санкт-Морице (Швейцария), приехав первым в двойках, и занял второе место среди четвёрок. На Олимпийских играх 1972 года в Саппоро их команда выступила точно так же, как в прошлый раз, заняв пятое место среди четвёрок и второе среди двоек. Ввиду высокой конкуренции в команде, в середине 1970-х годов Пепи Бадер принял решение завершить карьеру профессионального спортсмена, уступив место молодым западногерманским бобслеистам.
Умер 30 октября 2021 года в Гармиш-Партенкирхен.